# Link (personagem)
Link é um personagem fictício e o principal protagonista da série de jogos eletrônicos The Legend of Zelda da Nintendo. O personagem aparece em várias encarnações ao longo dos jogos e também em diversas mídias envolvendo a Nintendo, incluindo merchandising em quadrinhos e séries animadas.
Na série, Link é retratado como uma criança, um adolescente ou um jovem adulto da raça Hylian (descritos como humanos com orelhas pontudas) originários da terra fictícia de Hyrule. Link costuma viajar por Hyrule, lutando contra criaturas, forças do mal e o principal antagonista da série, Ganon (chamado de Ganondorf em alguns jogos), enquanto tenta salvar a Princesa Zelda. Para derrotar Ganon, Link geralmente utiliza os poderes da Master Sword ou uma arma lendária semelhante, obtida em um julgamento ou em uma batalha. No curso de sua jornada, ele geralmente adquire outros itens mágicos, incluindo instrumentos musicais e armas.
Dentro da tradição da franquia, Link é a alma de um herói lendário que, ao longo da história, reencarnou em um garoto ou homem aparentemente comum quando surge a necessidade de um novo guerreiro para derrotar as forças do mal. Não há nenhuma conexão de sangue definitiva entre as diferentes encarnações; no entanto, a encarnação de Link em The Legend of Zelda: Skyward Sword ajuda a estabelecer o reino de Hyrule e origina o traje verde do herói. No mangá de Skyward Sword publicado no livro The Legend of Zelda: Hyrule Historia, uma encarnação mais antiga do herói que ajuda a deusa Hylia é mostrada; no entanto, o herói não é definitivamente identificado como "Link".
Link fez aparições em vários jogos fora da série, incluindo nos jogos como SoulCalibur II, Mario Kart 8 e a série Super Smash Bros.

## História
Existem várias aparições de Link na história de Hyrule. A existência de vários Link é destacada em várias ocasiões no jogo. Por exemplo, a sequência introdutória de The Legend of Zelda: The Wind Waker (assim como certas passagens dentro de Twilight Princess) refere-se a um herói lendário que é idêntico a Link em aparência e menciona diretamente o "Herói do Tempo" (um título dado a Link em Ocarina of Time) como uma entidade histórica. Link e a Princesa Zelda são descendentes de duas pessoas que são idênticos. No entanto, Ganon, seu principal inimigo, é sempre a mesma pessoa. Miyamoto disse que "para cada jogo de Zelda contamos uma nova história, mas na verdade temos um grande documento que explica como os jogos estão vinculados entre si. Mas, para ser sincero, não é muito importante para nós. Estamos prestando mais atenção ao desenvolvimento do sistema de jogo... dando ao jogador novos desafios". Recentemente, a cronologia exata da série (mas não a genealogia dos diferentes Link) foi revelada em detalhes e de maneira oficial no livro "Hyrule Historia". Os sites de fãs já tentaram criar um friso na série consistente com os dados disponíveis, mas sem muito sucesso. Após o lançamento de The Legend of Zelda: Ocarina of Time, Miyamoto disse que era a primeira história na linha do tempo, e depois que Zelda II: The Adventure of Link, e finalmente A Link to the Past, com Link's Awakening, ocorreu em algum lugar após Ocarina of Time. No entanto, alguns jogos mais recentes estão ocorrendo mais cedo cronologicamente, como Skyward Sword.

## Aparições
Link é um dos doze personagens jogáveis do jogo de luta Super Smash Bros., publicado em 1999 no Nintendo 64. Link usa por padrão sua túnica verde Kokiri habitual, e o jogador pode escolher entre diferentes cores de túnica. Ele faz parte de seu arsenal de jogos "Zelda", incluindo bombas, um bumerangue e uma garra. Link é um dos 26 personagens jogáveis de Super Smash Bros. Melee, a sequência de Super Smash Bros., lançada em 2001 no Nintendo GameCube. Neste jogo, ele tem um arco além de seu equipamento de Super Smash Bros. Link Jovem (Young Link) também é um personagem jogável após ser desbloqueado. Modelado a partir da versão do herói de Ocarina of Time, Link Jovem é mais ágil mas menos forte que o mais velho. Link é um dos primeiros lutadores confirmados para Super Smash Bros. Brawl, publicado em 2005 no Wii, bem como Super Smash Bros. for Nintendo 3DS / for Wii U, publicado em 2014 no Nintendo 3DS e Wii U e Super Smash Bros. Ultimate, publicado em 2014 no Nintendo Switch. Sua aparência é influenciada pelo personagem modelo de Twilight Princess. "Toon Link", uma versão do Link baseada no Link de The Wind Waker, substitui o personagem de Link Jovem nesses jogos.
No live action que será lançado em 7 de maio de 2027, o ator inglês Benjamin Evan Ainsworth será o responsável por interpretar o personagem. O anúncio foi feito por Shigeru Miyamoto em um post na conta oficial da Nintendo do Japão no X.

## Recepção
O personagem de Link foi geralmente bem recebido por críticos e fãs. Nos prêmios Nintendo Power de 1988 e 1989, os leitores o elegeram como melhor personagem.
Ele foi classificado pelos leitores no primeiro e no terceiro lugar de "melhor herói", respectivamente, nos Nintendo Power Awards de 1993 e 1994.
Link também foi premiado com uma estrela no Walk of Game em 2005, ao lado de Miyamoto, o criador do personagem.
Game Informer classifica Link no primeiro lugar entre os "heróis de 2006".